# Laelia umbrina
Laelia umbrina är en fjärilsart som beskrevs av Moore 1888. Laelia umbrina ingår i släktet Laelia och familjen tofsspinnare. Inga underarter finns listade i Catalogue of Life.